# Ephedra pachyclada
Ephedra pachyclada är en kärlväxtart som beskrevs av Pierre Edmond Boissier. Ephedra pachyclada ingår i släktet efedraväxter, och familjen Ephedraceae.

## Underarter
Arten delas in i följande underarter:
- E. p. pachyclada
- E. p. sinaica